# سوفیا لیلیس
سوفیا لیلیس (به انگلیسی: Sophia Lillis) {زاده ۱۳ فوریه ۲۰۰۲) یک هنرپیشهٔ اهل ایالات متحده آمریکا است. او بیشتر برای ایفاش نقش شخصیت بورلی مارش در فیلم‌های آن (۲۰۱۷) و آن: بخش دوم (۲۰۱۹) که اقتباسی از رمان ترسناک استیون کینگ است، و مجموعه تلویزیونی درام نتفلیکس تحت عنوان من با این وضعیت راحت نیستم (۲۰۲۰) شناخته شده‌است. او همچنین در سریال دلهره‌آور روان‌شناختی شبکه اچ‌بی‌او، چیزهای تیز (۲۰۱۸)، و فیلم‌های گرتل و هانسل (۲۰۲۰)، استروید سیتی (۲۰۲۳)، و سیاه‌چال‌ها و اژدهایان: شرافت دزدها (۲۰۲۳) ظاهر شده‌است.

## اوایل زندگی و حرفه
لیلیس در ۱۳ فوریه ۲۰۰۲ در کرون هایتس، بروکلین، شهر نیویورک به دنیا آمد. او بازیگری را از هفت سالگی با شرکت در کلاس‌های مؤسسه تئاتر و فیلم لی استراسبرگ آغاز کرد.
لیلیس اولین بازیگری خود را در سال ۲۰۱۴ با فیلم رؤیای شب نیمهٔ تابستان انجام داد و بعداً در فیلم ۳۷ بازی کرد. او در فیلم ترسناک آن، اقتباسی از رمان استیون کینگ، به کارگردانی اندی موسکیتی بازی کرد. در آن او یکی از نقش‌های بورلی مارش را همراه جیدن مارتل، فین ولفهارد، وایات اولف، بیل اسکاشگورد، جک دیلن گریزر، جرمی ری تیلور و چوزن جیکوبس بازی می‌کند.
در سال ۲۰۱۷، لیلیس نقش یکی از فرزندان کریستن بل و داکس شپرد را در موزیک ویدیوی SIA، «بابانوئل‌ها به دنبال ما می‌آیند» ایفا کرد.
لیلیس همچنین در سریال تلویزیونی چیزهای تیز از شبکه اچ‌بی‌او انتخاب شده بود که در آن نقش جوانی کامیل پریکر با بازی ایمی آدامز در بزرگسالی را بازی کرده‌است.

## زندگی شخصی
او یک برادر دوقلو به نام جیک و یک برادر ناتنی به نام فیلیپ دارد. پدر و مادرش زمانی که او کودک بود طلاق گرفتند و او در حال حاضر با مادرش جولیانا و ناپدری کریستوفر ملولد زندگی می‌کند که علاقه سوفیا را به بازیگری برانگیخت.

## فیلم‌شناسی
| سال تولید | عنوان فیلم                        | نقش                | یادداشت‌ها                     |
| --------- | --------------------------------- | ------------------ | ----------------------------- |
| ۲۰۱۴      | لکهٔ رژ لب                         | ادی                | فیلم کوتاه                    |
| ۲۰۱۴      | رؤیای شب نیمهٔ تابستان             | ابتدایی بی‌ادب      | بر اساس نمایشنامه‌ای از شکسپیر |
| ۲۰۱۶      | ۳۷                                | دبی برنشتاین       |                               |
| ۲۰۱۷      | آن                                | بورلی مارش         |                               |
| ۲۰۱۹      | نانسی درو و پلکان پنهان           | نانسی درو          |                               |
| ۲۰۱۹      | آن: بخش دوم                       | بورلی مارش (گذشته) |                               |
| ۲۰۲۰      | عمو فرانک                         | بث                 |                               |
| ۲۰۲۰      | گرتل و هانسل                      | گرتل               |                               |
| ۲۰۲۳      | سیاه‌چال‌ها و اژدهایان: شرافت دزدها | دوریک              |                               |
| ۲۰۲۳      | استروید سیتی                      | شلی بوردن          |                               |

### مجموعه‌های تلویزیونی
| سال تولید | عنوان                      | نقش              | یادداشت‌ها |
| --------- | -------------------------- | ---------------- | --------- |
| ۲۰۱۸      | چیزهای تیز                 | جوانی کمیل پریکر | قسمت ۱    |
| ۲۰۲۰      | من با این وضعیت راحت نیستم | سیدنی نووک       | نقش اصلی  |

### موزیک ویدیوها
| سال تولید | هنرمند              | عنوان                   | یادداشت‌ها |
| --------- | ------------------- | ----------------------- | --------- |
| ۲۰۱۷      | گروه "وار آن دارگز" | چیزی پیدا نشد           |           |
| ۲۰۱۷      | سیا                 | بابا نوئل برای ما می‌آید |           |

### بازی‌های ویدئویی
| سال            | عنوان | صداپیشه        | یادداشت‌ها       |
| -------------- | ----- | -------------- | --------------- |
| اعلام خواهد شد | OD    | اعلام خواهد شد | همچنین ضبط حرکت |